# هدهد آفریقایی
هدهد آفریقایی (نام علمی: Upupa africana) نام یک گونه از سرده هدهد است.